# 平上平窪
平上平窪（たいらかみひらくぼ）は、福島県いわき市の大字である。郵便番号は970-8001。

## 地理
いわき市中央部の平地区に属し、地区内北部に位置する。北西で小川町下小川、北で小川町関場、小川町下小川字シガラ、四倉町駒込、北東で四倉町上柳生、東で平絹谷、南東で平四ツ波、南から西にかけて平中平窪とそれぞれ隣接する。概ね町村制施行以前の磐城郡上平窪村の流れを汲む地域である。石森山の北西麓に位置し、平地には水田や果樹園が広がる。内郷御厩町に所在するいわき中央警察署及び平字正内町に所在する平消防署がそれぞれ管轄にあたる。

### 山
- 石森山（山頂は東隣の平四ツ波に位置する。）

### 河川
- 真似井川

（二級水系夏井川水系）
- 小川江筋

### 主な字
- 横山
- 君ケ沢
- 富岡
- 原田
- 五反田
- 上岡
- 亀岡
- 三什

- 八反口
- 町田
- 柿根田
- 牛淵
- 前田
- 酢釜
- 大釜地
- 滝ノ上

- 菅ノ口
- 真似井
- 小川原子
- 十文田
- 羽黒
- 古舘
- 南町
- 井原町

## 歴史
- 1879年1月27日 - 平藩領上平窪村が福島県内における郡区町村制の施行により磐城郡の村となる。
- 1889年4月1日 - 町村制の施行により上平窪村が幕之内村、鯨岡村、大室村、下平窪村、中平窪村、四ツ波村、中塩村と合併し、磐城郡平窪村が発足する。旧上平窪村域は平窪村の大字となる[4]。
- 1896年4月1日 - 磐城郡と周辺郡との合併により石城郡が発足し、石城郡平窪村となる。
- 1937年6月1日 - 平窪村が平町と合併して平市となり、平市の大字となる。
- 1966年10月1日 - 平市が磐城市・常磐市・内郷市・勿来市、石城郡小川町・遠野町・四倉町・川前村・田人村・好間村・三和村、双葉郡久之浜町・大久村と合併しいわき市となり、いわき市平地区の大字となる。

## 世帯数と人口
2023年10月31日現在の世帯数と人口は以下の通りである。
| 大字     | 世帯数  | 人口  |
| -------- | ------- | ----- |
| 平上平窪 | 224世帯 | 709人 |

## 小・中学校の学区
市立小・中学校に通う場合、学区は以下の通りとなる。
| 番地 | 小学校                 | 中学校                 |
| ---- | ---------------------- | ---------------------- |
| 全域 | いわき市立平第四小学校 | いわき市立平第一中学校 |

## 交通

### 鉄道
域内に鉄道施設は存在しない。

### 道路
- 常磐自動車道
- 国道399号
- 福島県道41号小野四倉線

### バス
新常磐交通路線バス
- （いわき駅方面） - 高儘入口 - 君ケ沢 - 御殿 - 幸寿苑入口 - 上平窪 - （高崎方面）
  - 高崎

## 施設
- 福島県立平支援学校
- 浄土宗浄国寺